# أق تبة (غرمخان)
أق تبة (بالفارسية: آق‌تپه) هي قرية تقع في إيران في قسم غرمخان الريفي. يقدر عدد سكانها بـ 600 نسمة .